# Impostos sobre les terres infrautilitzades de les Comunitats Autònomes
Els impostos sobre les terres infrautilitzades de les Comunitats Autònomes són uns tributs cedits per l'Estat a les Comunitats Autònomes que graven sobre els sòls poc utilitzats.
La comunitat autònoma pionera fou Andalusia, seguida d'Extremadura i finalment el Principat d'Astúries.
Els impostos andalús i extremeny (el de deveses) van ser qüestionats per si incomplien l'article 6.2 de la Llei Orgànica de Finançament de les Comunitats Autònomes. Els recursos d'inconstitucionalitat foren respostos amb les corresponents sentències (STC 37/1987, de 26 de març i la de 7 de juny) que consideraven que eren conformes.

## Llista d'impostos per comunitat autònoma
Andalusia
L'Impost sobre Terres Infrautilitzades andalús fou establit amb la Llei 8/1984, de 3 de juliol, de Reforma Agrària del Parlament d'Andalusia.
Principat d'Astúries
L'establí amb la Llei 4/1989, de 21 de juliol, d'ordenació agrària i desenvolupament rural.
Extremadura
A Extremadura hi ha dos impostos: l'Impost Extremeny de Deveses qualificades de deficient aprofitament i l'Impost sobre Terres Qualificades com a Reguívols Infrautilitzats.) El primer impost fou establit per la Llei 1/1986, de 2 de maig, sobre la Devesa a Extremadura. El segon impost fou establit per la Llei 3/1987, de 8 d'abril, sobre Terras de Reguívol.